# Mark Sheppard
Mark Andreas Sheppard (* 30. května 1964 Londýn) je britský herec, syn herce W. Morgana Shepparda.
V televizi se poprvé objevil v roce 1992, větší role hrál v seriálech Komando, 24 hodin, Dokonalý podraz, Battlestar Galactica, Skladiště 13 a Lovci duchů. Objevil se také v seriálech Akta X, JAG, Star Trek: Vesmírná loď Voyager (v epizodě „Dětská hra“ hrál postavu Leucona), Kriminálka Las Vegas, Čarodějky, Firefly (ve dvou epizodách ztvárnil postavu Badgera), Můj přítel Monk, Námořní vyšetřovací služba, Dům loutek (ve třech dílech jako agent FBI Graham Tanaka) nebo Chuck.